# Crkva sv. Ivana Krstitelja u Ričicama
Crkva sv. Ivana Krstitelja, crkva u Ričicama, u općini Proložac, zaštićeno kulturno dobro

## Opis dobra
Župna crkva sv. Ivana Krstitelja u Ričicama sagrađena je 1910. g na mjestu starije i znatno manje crkve, po nacrtu arhitekta Ćirila Metoda Ivekovića. Jednobrodna građevina, duga 16 i široka 7 m., građena od pravilnih klesanaca, s pravokutnom apsidom na sjeveru. Na glavnom pročelju ulazna vrata naglašena su kamenim lukom u čijem tjemenu je križ. U zabatu pročelja je zvonik na preslicu s dva zvona ispod kojeg je okulus i dva manja lučna prozora. Bočna pročelja raščlanjena su lučnim prozorima s naglašenim kamenim nadvojima. Dvostrešni krov crkve prekriven je kupom kanalicom. Jednobrodna unutrašnjost crkve recentno je uređena. Na platou oko crkve razmješteni su stećci iz 15. st.

## Zaštita
Pod oznakom Z-5920 zavedena je kao nepokretno kulturno dobro - pojedinačno, pravna statusa zaštićena kulturnog dobra, klasificirano kao "sakralna graditeljska baština".